# Мандерсон (Вајоминг)
Мандерсон (енгл. Manderson) град је у америчкој савезној држави Вајоминг.

## Демографија
По попису из 2010. године број становника је 114, што је 10 (9,6%) становника више него 2000. године.
| Група             | 2000.      | 2010.       |
| Белци             | 96 (92,3%) | 101 (88,6%) |
| Афроамериканци    | 0 (0,0%)   | 0 (0,0%)    |
| Азијати           | 0 (0,0%)   | 0 (0,0%)    |
| Хиспаноамериканци | 6 (5,8%)   | 11 (9,6%)   |
| Укупно            | 104        | 114         |